# Сергуловка
Сергуло́вка (рос. Сергуловка) — присілок у складі Сухолозького міського округу Свердловської області.
Населення — 295 осіб (2010, 301 у 2002).
Національний склад населення станом на 2002 рік: росіяни — 84 %.